# Das große Hokuspokus
| Das große Hokuspokus       | Das große Hokuspokus        |
| -------------------------- | --------------------------- |
| Erscheinungsland           | DDR                         |
| Herausgeber                | Henschelverlag, Berlin      |
| Erscheinungsjahr           | 1981                        |
| Aufmachung                 | gebunden mit Schutzumschlag |
| Illustrationen             | s/w Abbildungen             |
| Sprache(n)                 | Deutsch                     |
| Seitenumfang               | 555                         |
| Thema                      | Biographie                  |
| Herausgeber                |                             |
| Gisela und Dietmar Winkler |                             |

Das große Hokuspokus – Aus dem Leben berühmter Magier ist ein Zauberbuch, das sich ausschließlich mit Biographien von Zauberkünstlern befasst.

## Inhalt
Die Herausgeber, Gisela und Dietmar Winkler, haben in dieser Anthologie Lebensberichte von zehn bekannten Zauberkünstlern zusammengestellt. 120 Kurzbiographien weiterer Zauberkünstler runden das Buch ab.
Damit gibt das Buch zum ersten Mal einen Einblick in die Vielfalt eines Berufes, der seit der griechischen Antike und dem Ägypten der Pharaonenzeit bis zur computergesteuerten Welt der Gegenwart nichts von seiner Anziehungskraft verloren hat.

## Die Kapitel
- Jean Eugène Robert-Houdin – Der Vater der modernen Zauberkunst
- Alexander Heimbürger – Der Zauberer aus Münster
- Alexander Herrmann – Der Mephisto unter den Magiern
- Carl Hertz – Der Zauberer mit dem verschwundenen Vogelkäfig
- David Devant – Ein Leben als Zauberkünstler
- Chung Ling Soo – Der mysteriöse Chinese
- Harry Houdini – König der Entfesselungskünstler
- Kalanag – Sim-Sala-Bim wirbelt um die Welt
- Emil Kio – Zauberei im Zirkus
- Louperti – Spiel mit Brasil
- 120 Kurzbiographien

- Die Kunst der Magie
- Personenregister
- Quellen

## Zitat
„Wird doch damit die Täuschungskunst niveauvoll nach außen hin vertreten und deutlich als eigenständige, traditionsreiche Kunstgattung dargestellt.“

## Besprechungen
- Magische Welt, Heft 4, 1981, 30. Jahrgang, S. 194

## Auflagen
- 1. Auflage 1981
- 2. Auflage, 1982
- 3. Auflage, gekürzte Taschenbuchausgabe, 1982

## Nachweise
1. ↑  Zitat aus dem Vorwort, Seite 7